# Chris Payne
Chris Payne es un músico nacido en Penzance, Cornualles, Inglaterra, quien actualmente forma parte de la banda de música tradicional llamada Celtic Legend. Sin embargo, es conocido por haber sido tecladista de Gary Numan de 1979 a 1990 y por haber co-compuesto la canción "Fade To Grey" de Visage.
Desde niño ha sido gran seguidor de las historias celtas. En 1979, se unió a la banda synthpop Tubeway Army, integrada por Gary Numan. Cuando éste se hace solista al poco tiempo, lo llama para conformar su banda musical, participando en el célebre The Pleasure Principle y colaborando en otros proyectos con el a lo largo de la década de 1980, hasta 1990. En 1980, coescribe junto con Billy Currie y Midge Ure, miembros de Ultravox, la exitosa canción "Fade To Grey" del grupo Visage, el que estos dos también integraban. También trabajó para Dead or Alive, Randy Edelman, Johnny Warman, Attila the Stockbroker.
En 2001, Payne formó Celtic Legend, grupo que recea música antigua. Actualmente vive en Francia. Gary Numan ya no piensa en incluirlo en su banda musical, al igual que a otros miembros de ella durante la época de 1979 y 1980.